# Haitia
Haitia es un género con dos especies de plantas fanerógamas perteneciente a la familia Lythraceae. Es originario de La Española.

## Etimología
El nombre del género fue nombrado por Haití, el país donde fue colectada por primera vez.

## Especies
- Haitia buchii
- Haitia pulchra